# 阿斯庞马科特
阿斯庞马科特是奥地利下奥地利州诺因基兴县的一个市镇。总面积5.19平方公里，总人口1885人，人口密度363.2人/平方公里（2005年）。